# Weitendorf (Niemcy)
Weitendorf – miejscowość i gmina w Niemczech, w kraju związkowym Meklemburgia-Pomorze Przednie, w powiecie Ludwigslust-Parchim, wchodząca w skład Związku Gmin Sternberger Seenlandschaft.